# チェティンカヤ駅
チェティンカヤ駅（チェティンカヤえき、トルコ語：Çetinkaya Tren İstasyonu）はトルコ中央アナトリア地方スィヴァス県カンガルチェティンカヤにある、トルコ国鉄（TCDD）の駅。
アンカラ-カルス線と、当駅を終点とするマラティヤ-チェティンカヤ線との分岐駅であり、アンカラ（一時的にはウルマク)からカルス・クルタラン・タトワンまでを結ぶ都市間列車が毎日、 スィヴァスからディヴリーイまでを結ぶ鈍行列車が3日に1本運行されている。

## 駅構造
ホームは単式ホーム1面と島式ホーム2面の計3面、および貨物ヤード6線を有する。駅舎は単式ホーム側にあり、ホーム間の移動は線路内を横断する形になる。

## 隣の駅
トルコ国鉄
ヴァン湖エクスプレス、南クルタランエクスプレス
イェニ・カンガル駅 - チェティンカヤ駅 - デミリズ駅
東エクスプレス
ボスタンカヤ駅 - チェティンカヤ駅 - アブシャル駅
スィヴァス-ディヴリーイ間鈍行
カンガル駅/イェニ・カンガル駅 - チェティンカヤ駅 - アブシャル駅